# Georgisch-haitianische Beziehungen
Die georgisch-haitianische Beziehungen beschreiben das bilaterale Verhältnis zwischen Georgien einerseits und der Republik Haiti andererseits.
Die im Jahr 1804 von Frankreich unabhängig gewordene Republik Haiti und das im Jahr 1991 aus der Auflösung der Sowjetunion wieder entstandene Georgien unterhalten seit 2011 diplomatische Beziehungen.
Die diesbezügliche  gemeinsame Erklärung wurde von den Ständigen Vertretern beider Staaten bei den Vereinten Nationen in New York unterzeichnet.
Die Ständigen Vertretungen beider Staaten bei den Vereinten Nationen sind als bilaterale Botschaften nebenakkreditiert. Georgien hat einen in Port-au-Prince ansässigen Honorarkonsul in Haiti bestellt.
Die formalisierten Beziehungen zeigten weder bei politischen noch wirtschaftlichen oder kulturellen Themen Ansätze bilateraler Zusammenarbeit.